# Tamur Bog SAC
Tamur Bog SAC este o arie protejată (arie specială de conservare — SAC, sit de importanță comunitară — SCI) din Irlanda întinsă pe o suprafață de 1.181,95 ha, integral pe uscat.

## Localizare
Centrul sitului Tamur Bog SAC este situat la coordonatele 54°33′19″N 7°58′04″W / 54.555386°N 7.967666°V.

## Înființare
Situl Tamur Bog SAC a fost declarat sit de importanță comunitară în mai 1998 pentru a proteja 4 specii de animale. Situl a fost protejat și ca arie specială de conservare în octombrie 2021.

## Biodiversitate
Situată în ecoregiunea atlantică, aria protejată conține 3 habitate naturale: Pajiști umede nord-atlantice cu Erica tetralix, Turbării de acoperire (* exclusiv pentru turbării active), Depresiuni pe substraturi de turbă de Rhynchosporion.
La baza desemnării sitului se află mai multe specii protejate de  păsări (4): Anser albifrons flavirostris, erete vânăt (Circus cyaneus), șoim de iarnă (Falco columbarius), ploier auriu (Pluvialis apricaria).
Pe lângă speciile protejate, pe teritoriul sitului au mai fost identificate 1 specie de plante, 1 specie de păsări, 1 specie de amfibieni, 2 specii de mamifere, 1 specie de reptile.